# Bongo Rock
Bongo Rock est un rock 'n' roll instrumental écrit et enregistré par Preston Epps (en) en avril 1959.

## Description
Le single atteint la 14e place du Billboard Hot 100. Dès 1963 le titre Wipe Out de The Surfaris est basé sur la chanson. En 1973, une reprise du titre est faite par Incredible Bongo Band. Cette version gagne en popularité dans les premiers cercles hip hop comme breakbeat. DJ Kool Herc l'utilise ainsi fréquemment. Elle apparait aussi, entre autres, dans la compilation Ultimate Breaks and Beats (en).
La chanson atteint la 20e place des charts au Canada dans une version enregistrée à Los Angeles avec les musiciens Ed Greene, Wilton Felder, Joe Sample, David T. Walker (en), Bobbye Hall (en) et Dean Parks (en).